# 勒弗特 (印第安納州)
勒弗特（英語：Levert）是位於美國印地安納州艾倫縣的一個非建制地區。該地的面積和人口皆未知。

## 地理
勒弗特的座標為41°09′20″N 85°18′54″W / 41.15556°N 85.31500°W，而該地的平均海拔高度為255米（即837英尺）。